# Reichenbach (Reichenbach-Steegen)
Reichenbach ist ein Ortsteil der Ortsgemeinde Reichenbach-Steegen im Landkreis Kaiserslautern (Rheinland-Pfalz). Bis 1969 war er eine selbständige Gemeinde.

## Lage
Reichenbach liegt im Nordpfälzer Bergland. Baulich ist der Ort mit dem benachbarten Reichenbachsteegen inzwischen zusammengewachsen, sodass eine räumliche Trennung mittlerweile nicht mehr möglich ist. Er wird vom gleichnamigen Bach durchflossen, vor Ort mündet der Limbach in diesen.

## Geschichte
Im Jahre 945 wird beurkundet, dass Otto I. den Ort Reichenbach seinem Vasallen namens Franko schenkte. Er bestand zu jener Zeit aus sechs königlichen Hufen. Die Besitzverhältnisse wechselten häufig. 1291 gehörte der Ort den Grafen von Veldenz und später wurde er zu einem Unteramt der Landvogtei im Speyergau. Im Anschluss gehörte der Ort bis Ende des 18. Jahrhunderts zur Kurpfalz.
Von 1798 bis 1814, als die Pfalz Teil der Französischen Republik (bis 1804) und anschließend Teil des Napoleonischen Kaiserreichs war, war Reichenbach in den Kanton Landstuhl eingegliedert und war Sitz einer Mairie, die zusätzlich Gimbsbach, Limbach und Fockenberg, Matzenbach, Schwedelbach sowie Steegen umfasste. 1815 hatte der Ort 290 Einwohner. Im selben Jahr wurde er Österreich zugeschlagen. Bereits ein Jahr später wechselte der Ort wie die gesamte Pfalz in das Königreich Bayern. Von 1818 bis 1862 gehörte er dem Landkommissariat Homburg an; aus diesem ging das Bezirksamt Homburg  hervor.
Da ein Teil des Bezirksamts – einschließlich Homburg selbst – 1920 dem neu geschaffenen Saargebiet zugeschlagen wurde, wechselte der Ort ins Bezirksamt Kaiserslautern und wurde bis 1938 von einer in Landstuhl ansässigen Bezirksamtsaußenstelle verwaltet. Ab 1939 war er Bestandteil des Landkreises Kaiserslautern. Nach dem Zweiten Weltkrieg wurde Reichenbach innerhalb der französischen Besatzungszone Teil des damals neu gebildeten Landes Rheinland-Pfalz.
Reichenbach war bis zum 7. Juni 1969 eine eigenständige Gemeinde. Im Zuge der Mitte der 1960er Jahre begonnenen rheinland-pfälzischen Verwaltungs- und Gebietsreform wurde die Gemeinde Reichenbach-Steegen aus Reichenbach mit damals 652 Einwohnern und Reichenbachsteegen (427 Einwohner) neu gebildet. Später wurden Albersbach und Fockenberg-Limbach eingemeindet.

## Wappen
| Wappen von Reichenbach | Blasonierung: „In Schwarz unter drei sechsstrahligen silbernen Sternen ein rotbewehrter und -bezungter goldener Löwe“ |
| Wappen von Reichenbach | Wappenbegründung: Der Löwe weist auf die einstige Zugehörigkeit zur Kurpfalz hin                                      |

## Kultur
Vor Ort befinden sich insgesamt neun Objekte, die unter Denkmalschutz stehen. In der protestantischen Kirche befindet sich eine Stumm-Orgel.

## Verkehr
Ab 1920 war der Nachbarort Reichenbachsteegen Endpunkt der Bachbahn, die vom Bahnhof Lampertsmühle-Otterbach von der Lautertalbahn abzweigte; der Endbahnhof trug die Bezeichnung Reichenbach (Pfalz). Der Personenverkehr endete 1972, 1995 wurde auf der Strecke der Güterverkehr ebenfalls eingestellt. Der Abschnitt Weilerbach-Reichenbach wurde inzwischen abgebaut. Durch Reichenbach verläuft außerdem die Landesstraße 367.

## Persönlichkeiten

### Söhne und Töchter des Ortes
- Carl Leonhard (1848–1930), Unternehmer, Direktor der Heidelberger Portland-Zement-Fabrik, Wohltäter der Stadt Grünstadt
- Otto Feick (1890–1959), Erfinder des Rhönrads
- Reinhard Haverkamp (* 1954), deutsch-norwegischer bildender Künstler

### Personen, die vor Ort gewirkt haben
- Johannes Schmitt (1853–1920), Politiker, starb vor Ort